# Cerkiew Przemienienia Pańskiego w Wyszatycach
Cerkiew Przemienienia Pańskiego w Wyszatycach – murowana parafialna cerkiew greckokatolicka, znajdująca się w Wyszatycach.
Cerkiew zbudowano w roku 1936, w miejscu starej drewnianej cerkwi z 1907, zniszczonej w czasie I wojny światowej. Należała do dekanatu przemyskiego (przed I wojną światową do radymniańskiego). Autorem projektu cerkwi był Marceli Pilecki.

## Historia

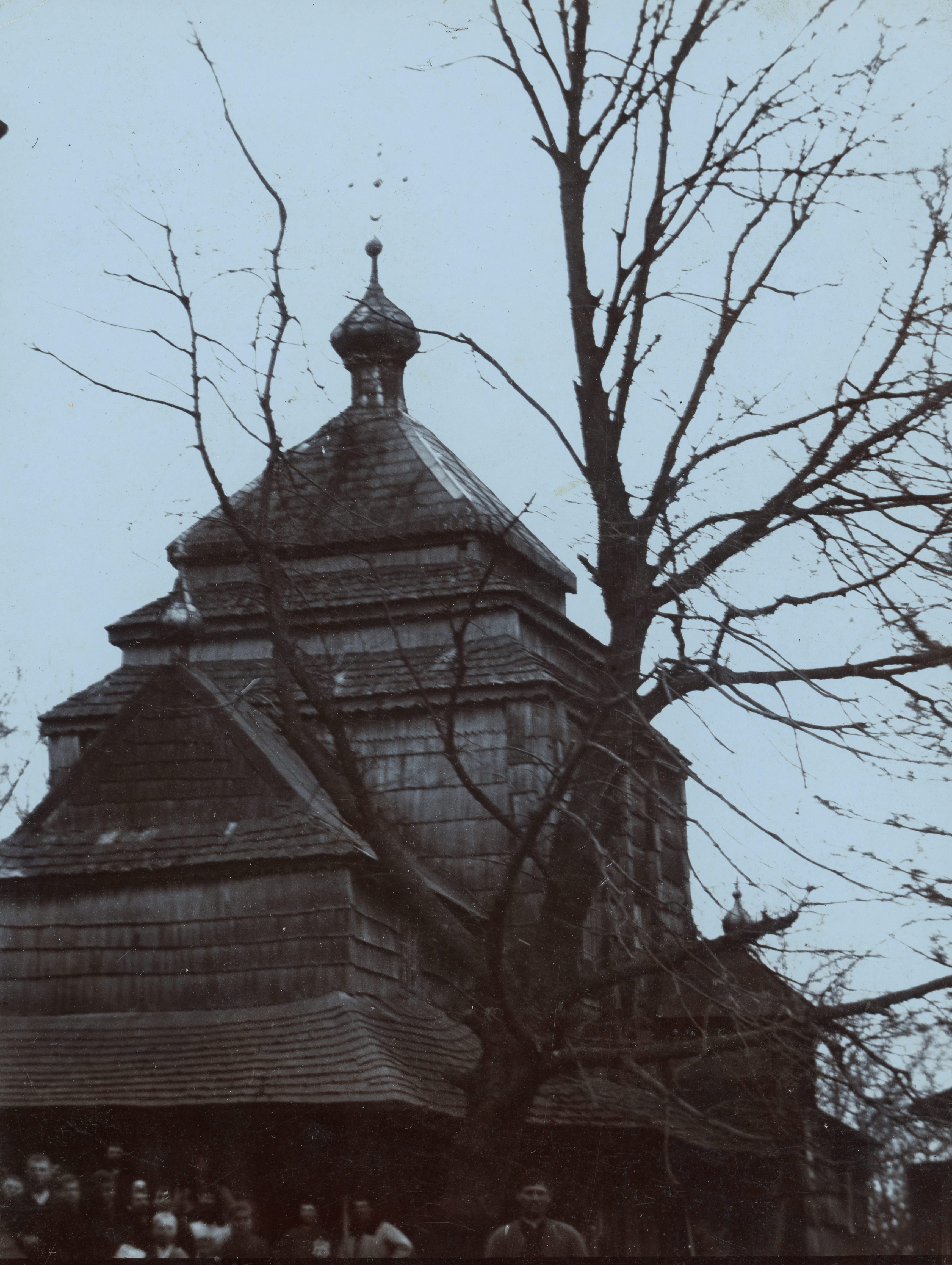
Stara cerkiew przed 1907

Już w 1390 r. istniała w Wyszatycach parafia prawosławna, jedna z najstarszych w diecezji przemyskiej. W 1600 roku staraniem sołtysa Łukasza Maszko została wzniesiona w Wyszatycach dębowa cerkiew. Ten sam Łukasz Maszko ufundował do cerkwi srebrny krzyż ze złotą postacią Chrystusa. W cerkwi znajdował się także obraz św. Mikołaja z XVI w. przywieziony z Kijowa, który zyskał wielki szacunek i uznanie wiernych z okolicznych miejscowości. Losy obrazu nie są znane, krzyż zaś w roku 1811 został zabrany przez wojsko na pokrycie kosztów wojen napoleońskich. W roku 1692 obrządek prawosławny został zmieniony na greckokatolicki. Parafia greckokatolicka należała nie tylko do najstarszych, ale i do największych, obsługiwał ją obok proboszcza także wikary.
Cerkiew dębowa wzniesiona w 1600 r. istniała aż do 1908. 
Po II wojnie światowej cerkiew została opuszczona, zamieniono ją na magazyn nawozów. Obecnie opuszczona i niszczejąca. W ostatnim okresie dzięki staraniom śp. Tadeusza Kochanowicza i innych społeczników udało się dokonać częściowej rewitalizacji obiektu zwłaszcza wymiany poszycia dachu co zapobiegło dalszemu niszczeniu.

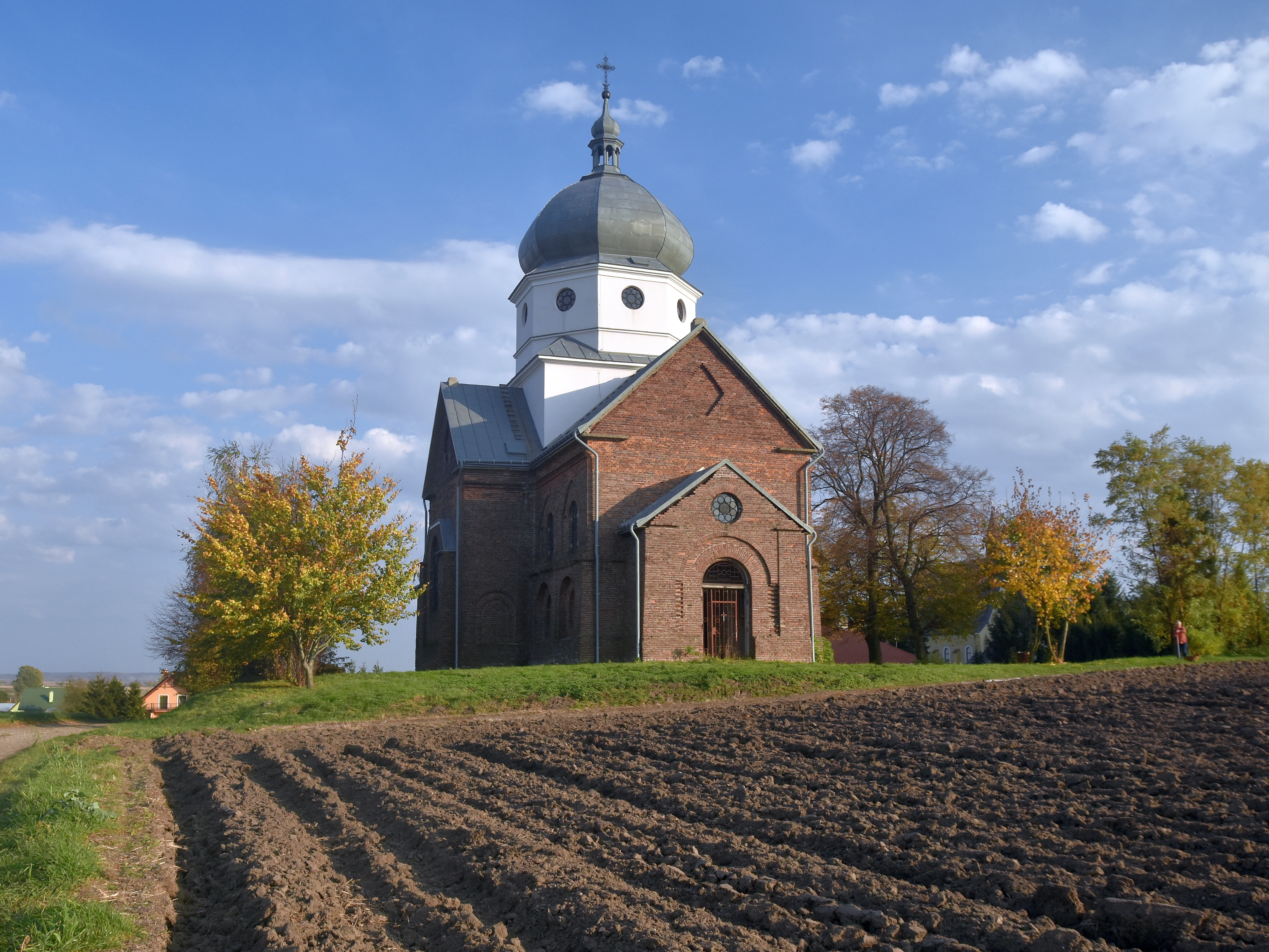
Elewacja wschodnia
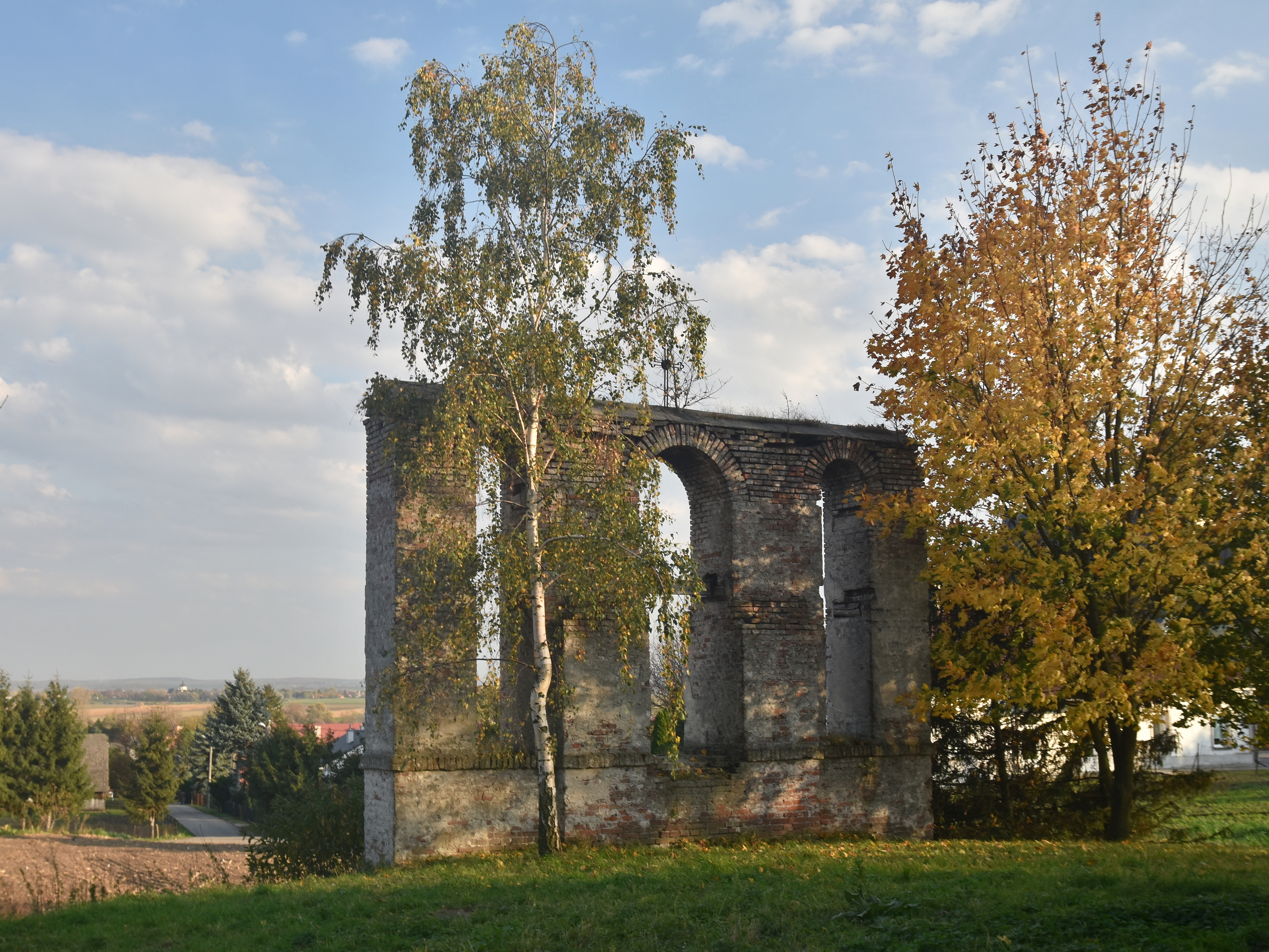
Dzwonnica
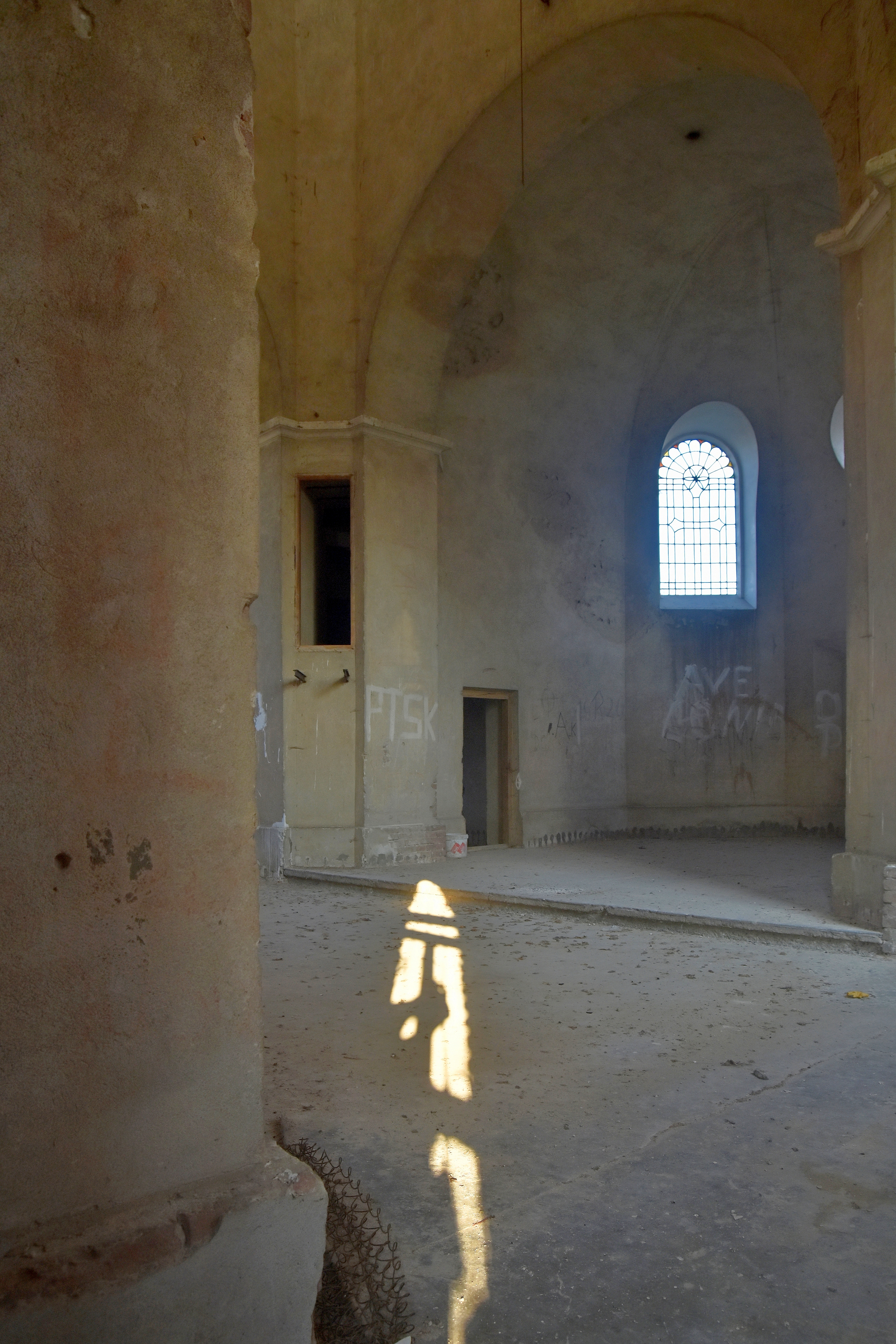
Wnętrze